# Jorge Miramón
Jorge Miramón Santagertrudis (Zaragoza, Aragón, España, 2 de junio de 1989) es un futbolista español que juega en la posición de defensa en el AEK Larnaca de la Primera División de Chipre.

## Trayectoria
Nacido en Zaragoza, militó primeramente en el equipo de fútbol sala de su colegio, C. P. Hermanos Marx de Zaragoza. Posteriormente se inició en las categorías base del Stadium Casablanca de la capital maña, y las canteras del Real Zaragoza y Atlético de Madrid, para luego pasar por equipos como el Andorra C. F. turolense, y Lleida Esportiu, en el que estuvo durante tres temporadas y destacó en la categoría de bronce española. Allí disputó un total de 127 partidos, lo que le valió para, en 2015, dar el salto al fútbol profesional fichando por el C. D. Leganés por una temporada. A la campaña siguiente no continuó en el club y fue fichado por el recién ascendido C. F. Reus Deportiu para seguir jugando en Segunda División.
En junio de 2018 fue fichado por la S. D. Huesca, recién ascendido a Primera División. El 19 de agosto debutó en Primera División en la victoria por 1 a 2 ante la S. D. Eibar. El 27 de agosto logró su primer tanto con el cuadro oscense en el empate a dos ante el Athletic Club en San Mamés.

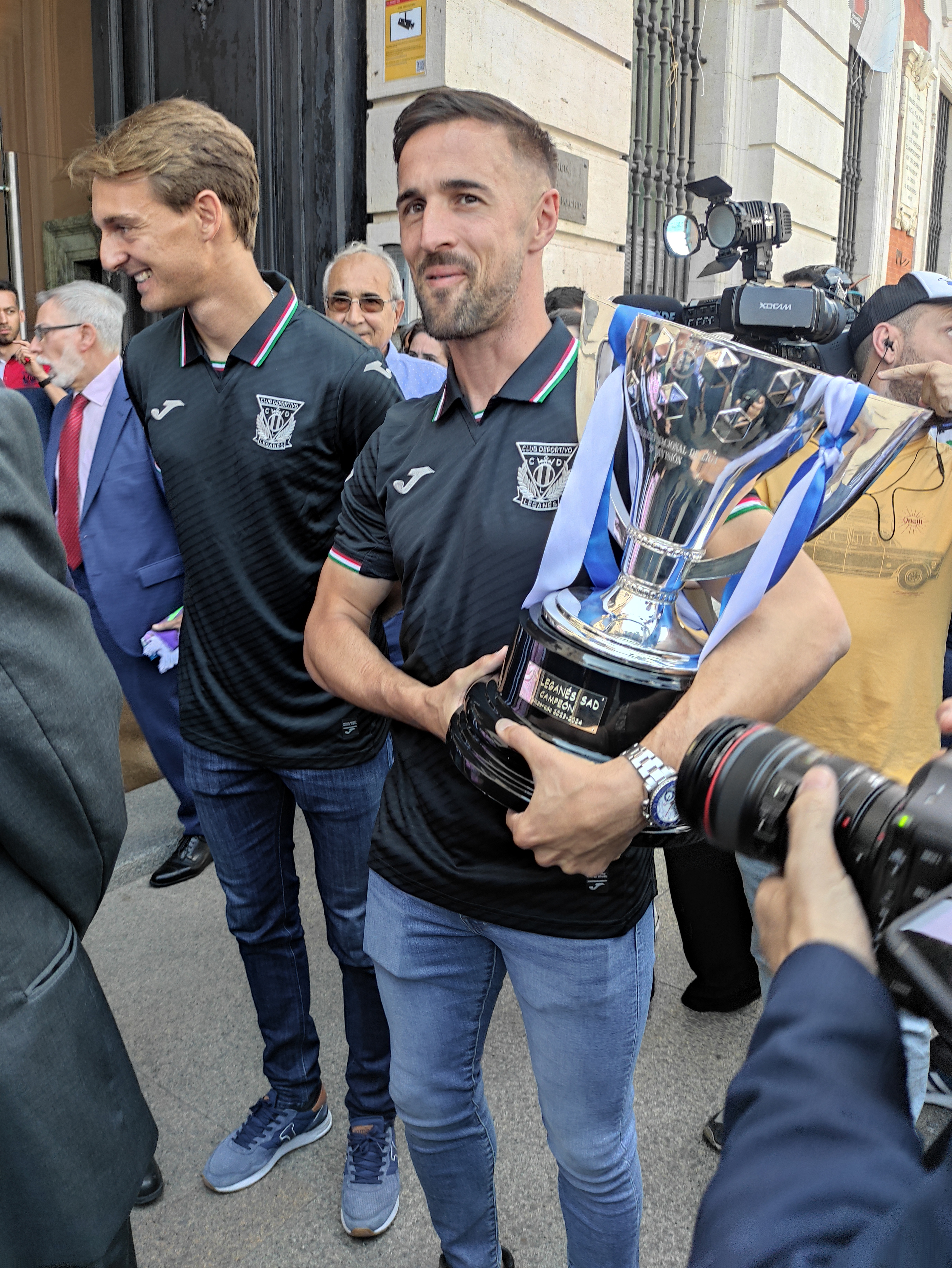
Jorge Miramón con el título de Segunda División de España 2023-24 ganado con el C. D. Leganés.

El 28 de junio de 2019 el Levante U. D. hizo oficial su contratación para las siguientes dos temporadas. En febrero de 2021 renovó su contrato hasta junio de 2022. Una vez este expiró, regresó al C. D. Leganés para la temporada 2022-23. Esta segunda etapa en el club duró dos años, logrando en el segundo de ellos un ascenso a Primera División.
El 9 de agosto de 2024 fichó por el AEK Larnaca chipriota por una temporada más otra opcional.

## Clubes
| Club                   | País   | Año       |
| ---------------------- | ------ | --------- |
| Real Zaragoza "B"      | España | 2008-2010 |
| Atlético de Madrid "B" | España | 2010-2011 |
| Andorra C. F.          | España | 2011-2012 |
| Lleida Esportiu        | España | 2012-2015 |
| C. D. Leganés          | España | 2015-2016 |
| C. F. Reus Deportiu    | España | 2016-2018 |
| S. D. Huesca           | España | 2018-2019 |
| Levante U. D.          | España | 2019-2022 |
| C. D. Leganés          | España | 2022-2024 |
| AEK Larnaca            | Chipre | 2024-     |

## Palmarés

### Campeonatos nacionales
| Título           | Club          | País   | Año  |
| ---------------- | ------------- | ------ | ---- |
| Segunda División | C. D. Leganés | España | 2024 |
| Copa de Chipre   | AEK Larnaca   | Chipre | 2025 |